# 육탄
육탄(肉彈 , The Human Bullet)은 일본에서 제작된 오카모토 키하치 감독의 1968년 드라마 영화이다. 테라다 미노리 등이 주연으로 출연하였다.

## 출연

### 주연
- 테라다 미노리
- 오타니 나오코
- 이토 유노스케